# Alberto Ongarato
Alberto Ongarato (Padua, 24 juli 1975) is een Italiaans voormalig wielrenner.
In 2002 werd hij tijdens de Ronde van Italië betrapt op het bezit van doping. Toen de politie zijn woning doorzocht vonden ze NESP, hasjiesj en cafeïne. Ongarato kreeg een schorsing opgelegd van 27 juli 2002 tot 27 april 2003.
Ongarato nam eenmaal deel aan de Ronde van Frankrijk, in 2007, maar reed deze niet uit. De laatste twee jaren van zijn carrière reed hij voor de Nederlandse ploeg Vacansoleil Cycling Team.

## Overwinningen
2000
- 12e etappe Ronde van Portugal

2002
- 1e etappe Clásica Internacional de Alcobendas y Villalba

2004
- 9e etappe Ronde van Portugal

2005
- 2e etappe Ronde van Luxemburg
- Puntenklassement Ronde van Luxemburg
- 5e etappe Ronde van Wallonië

2010
- Ronde van Drenthe

## Resultaten in voornaamste wedstrijden
| Jaar | Ronde van Italië | Ronde van Frankrijk | Ronde van Spanje |
| ---- | ---------------- | ------------------- | ---------------- |
| 1999 |                  |                     |                  |
| 2000 | 90e              |                     |                  |
| 2001 | 115e             |                     |                  |
| 2003 | buiten tijd      |                     |                  |
| 2004 | 109e             |                     | opgave           |
| 2005 | 99e              |                     | 78e              |
| 2006 | 130e             |                     | 131e             |
| 2007 | buiten tijd      | opgave              | 136e             |
| 2008 | 130e             |                     |                  |
| 2009 |                  |                     |                  |
| 2010 |                  |                     |                  |
| 2011 | 145e             |                     |                  |

| Jaar | Milaan-San Remo | Gent-Wevelgem | Ronde van Vlaanderen | Ronde van Lombardije | Parijs-Tours | Rund um den Henninger-Turm |  | Wereldranglijsten |
| ---- | --------------- | ------------- | -------------------- | -------------------- | ------------ | -------------------------- |  | ----------------- |
| 1999 |                 |               |                      |                      |              | Brons                      |  |                   |
| 2000 |                 |               |                      |                      |              |                            |  |                   |
| 2001 | 126e            |               |                      |                      |              |                            |  |                   |
| 2003 |                 | 4e            | 74e                  |                      |              |                            |  |                   |
| 2004 |                 |               | 93e                  |                      | 69e          |                            |  |                   |
| 2005 |                 |               |                      |                      | 5e           |                            |  | 104e (UPT)        |
| 2006 |                 |               |                      |                      | 36e          |                            |  |                   |
| 2007 | 77e             |               |                      | 76e                  | 91e          |                            |  |                   |
| 2008 | 79e             |               |                      |                      |              | 22e                        |  |                   |
| 2009 | 85e             |               |                      |                      |              |                            |  |                   |
| 2010 |                 | 46e           |                      |                      | 83e          |                            |  |                   |
| 2011 | 97e             |               |                      |                      |              |                            |  |                   |